# Jean Moernaut
Jean Moernaut (* 1883 in Aalst; † 6. März 1944 in Bochum) war ein belgischer römisch-katholischer Geistlicher und Märtyrer.

## Leben
Jean Moernaut wurde 1883 in Hofstade (heute eingemeindet in die Stadt Aalst) zwischen Brüssel und Gent geboren. 1908 wurde er zum Priester geweiht. Die Stationen seines Wirkens waren: Sint-Maarteninstituut Aalst, Sint-Niklaas, Lokeren (1922) und ab 1935 Pfarrer in Vinderhoute, Ortsteil von Lovendegem in der Gemeinde Lievegem (nordwestlich von Gent).
Seine Protestpredigten gegen die nationalsozialistischen deutschen Besatzer wurden denunziert. Am 14. Februar 1943 wurde er verhaftet und zu zweieinhalb Jahren Gefängnis verurteilt. Er kam über die Gefängnisse Gent, Saint-Gilles/Sint-Gillis und Merksplas am 3. Juni 1943 nach Hagen und im Herbst 1943 nach Bochum. Dort starb er am 6. März 1944 im Alter von 61 Jahren.

## Gedenken
In Vinderhoute ist die Pastoor Moernautstraat nach ihm benannt.